# Bejuma (khu tự quản)
Bejuma là một khu tự quản thuộc bang Carabobo, Venezuela. Thủ phủ của khu tự quản Bejuma đóng tại Bejuma. Khự tự quản Bejuma có diện tích 469 km2, dân số theo điều tra dân số ngày 21 tháng 10 năm 2001 là 39187 người.